# Herkules wypędza Fauna z łoża Omfale
Herkules wypędzający Fauna z łoża Omfale – obraz włoskiego malarza Jacopa Tintoretta.
Obraz został namalowany dla Pałacu Rudolfa II w Pradze. Stanowił cześć zamówienia składającego się z czterech scen związanych z historią Herkulesa. Wszystkie cztery dzieła znane są z opisów włoskiego historyka sztuki Carla Ridolfiego. Przez większość historyków dzieło uważane jest za późną pracę Tintoretta. W katalogu wydanym przez Muzeum Historii Sztuki w Wiedniu w 1928 roku, datowane jest na rok powstania 1590. Dziś uznaje się drugą połowę lat osiemdziesiątych XVI wieku za możliwy okres powstania płótna.
Płótno przedstawia moment gdy zakochany Herkules będący na służbie u Omfale z zazdrości wyrzuca z łoża Fauna. Scenie przyglądają się dwie nagie kobiety. Zostały przedstawione w przeciwnym do siebie kierunku – jedna plecami do widza a druga frontalnie. Taki układ ciał zwiększa dynamikę i określa ruch z lewej strony na prawą.

## Proweniencja
Ze zbiorów Rudolfa II w Pradze w 1616 roku obraz trafił do Brukseli wraz z innymi obrazami i był podarunkiem dla arcyksięcia Albrechta. Następnie odnotowywany jest w zbiorach księcia Buckingham i w 1648 roku na aukcji w Antwerpii, kiedy to został zakupiony przez arcyksięcia Leopolda Wilhelma dla jego brata cesarza Ferdynanda III. Z Wiednia w 1932 roku trafił do Budapesztu na podstawie porozumienia weneckiego i obecnie jest w zbiorach Muzeum Sztuk Pięknych.